# Aitor Goikoetxea
Aitor Goikoetxea Astaburuaga (San Sebastián, 10 de septiembre de 1990) es un deportista español que compite en piragüismo en la modalidad de estilo libre. Ganó una medalla en el Campeonato Mundial de Piragüismo de Estilo Libre de 2011, y dos medallas en el Campeonato Europeo de Piragüismo de Estilo Libre de 2012.

## Palmarés internacional
| Campeonato Mundial | Campeonato Mundial   | Campeonato Mundial | Campeonato Mundial |
| Año                | Lugar                | Medalla            | Evento             |
| ------------------ | -------------------- | ------------------ | ------------------ |
| 2011               | Plattling (Alemania) | Medalla de bronce  | C1                 |
| Campeonato Europeo |                      |                    |                    |
| Año                | Lugar                | Medalla            | Evento             |
| 2012               | Lienz (Austria)      | Medalla de plata   | C1                 |
| 2012               | Lienz (Austria)      | Medalla de bronce  | OC1                |